# Харуо Сато
Харуо Сато (на японски: 佐藤 春 夫 Satō Haruo) е японски литературен критик, преводач, поет и писател на произведения в жанра драма, поезия, научна фантастика и биография.

## Биография и творчество
Харуо Сато е роден на 9 април 1892 г. в Шингю, префектура Вакаяма, Япония, в семейство на литератори. Завършва гимназия през 1910 г. Учи в литературния отдел на Университета „Кейо“ в Токио, където преподавател му е Кафуу Нагай, но по-късно през есента на 1913 г. отпада.
Докато е в университета, прави поетичния си дебют в списанията Subaru и Mita Bungaku. Първоначално пише поезия в стил вака и в по-съвременен, след 1913 г. се насочва главно към прозата.
През 1917 г. се премества в Йокохама и живее в провинцията до 1920 г. През 1918 г. постига успех с приказната си история „Къщата на едно испанско куче“. През 1921 г. издава сборник с лирични стихове и е широко признат за романист и поет.
През 1931 г. издава литературно списание и става негов главен редактор, но след известно време е закрито. След Тихоокеанската война от 1946 г. помага при издаването на редица литературни списания и всяка следваща година пътува до цялата страна.
Харуо Сато работи от късната ера на периода Мейджи, периода Тайшо, и до средата на периода Шова. Развива теми за любов, романтика, меланхолия и депресия. Свързва се с литературните движения на интелектуализма и естетизма. В началото на кариерата си приема анархистки идеологии, а към края на кариерата си се насочва повече към теориите на традиционната японска красота.
През 1953 г. е удостоен с наградата за литература „Йомиури“ за поезия, а през 1955 г. печели наградата „Йомиури“ за роман.
През 1948 г. става член на Японската академия на изкуствата. През 1960 г. е удостоен с Ордена за заслуги към културата на Япония. Същата година е обявен за почетен гражданин на Шингю.
Бил е ментор на Масуджи Ибусе и Дадзай Осаму.
Харуо Сато умира от инфаркт на миокарда, по време на радиозапис в къщи, на 6 май 1964 г. в Токио.
През 1989 г. в град Шингю е открит в негова чест Мемориален музей.

## Произведения
частична библиография
- 西班牙犬の家, Supein inu no ie (1918)
„Къщата на едно испанско куче“ в „Японски разкази“, изд.: „Народна култура“, София (1973), прев. Христо Кънев
- 指紋, Shimon (1918)
- 月かげ, Tsukikage (1918)
- 田園の憂鬱, Den'en no yūutsu (1919)
- Tokai no yūutsu (1922)

### Екранизации
- 1930 Kokoro ogoreru onna
- 1943 Ai no sekai: Yamaneko Tomi no hanashi
- 1967 Chieko-sho
- 1986 Noyuki yamayuki umibe yuki